# Les Légions perdues
Les Légions perdues est le sixième album de la série Alix, écrite et dessinée par Jacques Martin, sorti en 1965 aux éditions Casterman.

## Synopsis
Alix découvre un complot de Pompée destiné à éliminer Jules César. En effet, afin de piéger ce dernier, Pompée se procure l'épée de Brennus. Cet objet, par le prestige de son ancien propriétaire, peut permettre d'unir les Gaulois contre César, comme avait pu le faire Vercingétorix. Les révoltés, grâce aux soins de Pompée, recevront l'aide des Germains. Alix, aidé par Enak et son cousin Vanic, fera échouer la conjuration.

## Personnages
Alix
Enak
CésarJules César, lui-même, protecteur d'Alix même si la conscience de ce dernier s'oppose parfois aux intérêts du grand homme.
PompéeLe rival de César. Il cherchera à éliminer Alix, sans y parvenir.
GarofulaLieutenant de Pompée.
AgerixEsclave de Garofula. Après avoir tenté de soutirer l'épée de Brennus à son maître, il aidera Alix à déjouer le complot de Pompée.
VanicCousin gaulois d'Alix, agent et soutien de César en Gaule.
GalvaCenturion romain, ami d'Alix.
PoriusAutre compagnon d'Alix dans cette aventure.

## Détail des éditions
Les légions perdues est le premier album de la série publié chez Casterman, simultanément avec la réédition du Cinquième album La griffe noire. Casterman succède en effet au Lombard et à Dargaud comme éditeur de la série.
- Casterman, 1965.

L'album connaît ensuite une série de rééditions régulières accompagnant l'évolution de la série chez Casterman. Ces différentes rééditions se différencient essentiellement par le 4e de couverture qui est mis à jour des nouveaux albums de Jacques Martin sortis entre-temps. Quelques éditions se distinguent cependant.
- L'édition poche, J'ai lu, 1988
- Une édition anniversaire, avec de nouvelles couvertures d'après des croquis de Jacques Martin, Casterman, 2013, collection "L'Âge d'or d'Alix"
- Une édition luxe à tirage limité, Golden Creek Studio, 2006